# ГЕС Тіста-Нижня ІІІ
ГЕС Тіста-Нижня ІІІ — гідроелектростанція на сході Індії у штаті Західний Бенгал. Знаходячись між ГЕС Тіста VI та ГЕС Тіста-Нижня IV, входить до складу каскаду на річці Тіста, котра дренує східну частину Гімалаїв (район між Непалом та Бутаном) і впадає праворуч до Брахмапутри.
В межах проекту річку перекрили гравітаційною греблею із ущільненого котком бетону висотою 32 метри та довжиною 140 метрів. Вона утримує невелике водосховище з площею поверхні 1,6 км2 та об'ємом 18 млн м3 (корисний об'єм 7 млн м3), в якому припустиме коливання рівня поверхні між позначками 203 та 208 метрів НРМ.
Між греблею та висотами правого берегу спорудили машинний зал, куди ресурс подається через чотири водоводи довжиною по 44 метри та діаметром по 7 метрів. Основне обладнання станції становлять чотири турбіни типу Каплан потужністю по 33 МВт, які при напорі у 21,3 метра забезпечують виробництво 594 млн кВт-год електроенергії на рік.
Для проходження відпрацьованої води нижче за машинний зал обладнали відвідний басейн (поглиблена ділянка русла) довжиною 100 метрів.
Видача продукції відбувається по ЛЕП, розрахованій на роботу під напругою 220 кВ.